# Долбёнкино
Долбёнкино — село в Дмитровском районе Орловской области. Административный центр Долбёнкинского сельского поселения. 

## География
Расположено в 3 км к северу от Железногорска Курской области и в 19 км к югу от Дмитровска на реке Речице. Через село проходит автомобильная дорога из Железногорска в Дмитровск.

## Этимология
По преданию село получило название потому, что некогда здесь был разбит отряд крымских татар.

## История
Деревня под названием Долбута была основана во второй половине XVI века, позже была переименована в село Долбёнкино с устройством в нём церкви. О времени основания села и храма исторических сведений не сохранилось. В 1600 году в селе уже существовала церковь в честь Обновления храма Воскресения Христова.
В 1646 году в Долбенкино на высоком берегу реки Речицы был построен острог. Строительство велось силами местного населения под руководством севского воеводы Замятни Леонтьева. Периметр стен крепости составлял 98 сажен (около 200 метров). К острогу были приписаны село Долбенкино (43 двора), деревни Харланово, Студенок, Погарище, Черняково и слободка Трубичено. Местные жители могли укрываться в этой крепости во время набегов крымских татар, а также должны были поддерживать её в обороноспособном состоянии.
В 1711 году Пётр I подарил молдавскому князю Дмитрию Кантемиру обширную вотчину в Комарицкой волости, куда вошло и село Долбенкино. Таким образом, местные жители, бывшие до этого лично свободными, на полтора века оказываются в крепостной зависимости.
По данным 3-й ревизии 1763 года часть села принадлежала Репниным (183 души мужского пола), часть — Трубецким (49 душ мужского пола).
В 1781 году Николай Васильевич Репнин продал своё имение в Комарицкой волости, в том числе в Долбенкино, князьям Александру, Дмитрию, Якову и княжне Марии Лобановым-Ростовским. Лобановы-Ростовские были владельцами села вплоть до отмены крепостного права в 1861 году. Ими была основана суконная мануфактура, где было занято 143 крепостных.
В 1844 году по ходатайству князя Лобанова-Ростовского село переименовано в Лобаново. 
По данным 10-й ревизии 1858 года село принадлежало князю Николаю Алексеевичу Лобанову-Ростовскому (1826—1887). Здесь ему принадлежало 280 крестьян и 24 дворовых мужского пола. 
В 1861—1928 годах село было административным центром Долбенкинской волости.
В 1861 году в селе существовал конный завод. Разводили арленскую породу лошадей.
В 1866 году в селе было 60 дворов, проживало 630 человек (304 мужского пола и 326 женского), действовали: винокуренный завод, 7 маслобоен и мельница. Винокуренный завод принадлежал Удельному ведомству. Его арендаторами в были: Лазарев, Корняков, Ковалёв. 
В 1877 году в Долбенкино было 96 дворов. В то время в селе действовали: церковь православная, часовня, усыпальница, школа, больница, лавка, постоялый двор. 16 июня и 13 сентября устраивались ярмарки.
С конца XIX века в Долбенкине располагалась постоянная усадьба великого князя Сергея Александровича и его супруги Елизаветы Фёдоровны Романовых. Здесь выращивали диковинные в то время для средней России плоды: ананасы, клубнику. Усадьба была в управлении у уникальных аграриев — учёных Кирьяковых Долбенкинских. В феврале 1914 года Елизавета Фёдоровна составляла духовное завещание, одним из тех лиц, кто готовил его и подписывал, был камер-юнкер Двора Его Императорского Величества Василий Пигарев села Долбенкино. 
27 февраля 1905 года в имении князя произошли бурные события. Его Лобановская экономия, находившаяся около села Долбёнкино, под руководством С. М. Баранчикова и Д. М. Дроздова была разгромлена восставшими крестьянами и сожжена. По этому делу было привлечено 67 человек, 46 из них приговорены к тюремному заключению.

### После 1917 года
В 1926 году в селе было 186 дворов, волостной исполнительный комитет, сельский совет, почтово-телеграфное агентство, народный суд, школа первой ступени, библиотека, изба-читальня, медпункт, ветпункт, агропункт, ликбез, два магазина. После революции в господском доме разместилась школа. С тех времён сохранились два флигеля, кухня и погреб.
Во время Великой Отечественной войны в Долбенкине был сформирован Дмитровский партизанский отряд, командиром которого стал Андрей Дмитриевич Федосюткин, первый секретарь районного комитета партии. В отряд вошли B. C. Карпиков и И. С. Сидоров — руководители долбенкинских колхозов. Вместе с ними стал партизаном и руководитель Долбёнкинского сельского совета Н. К. Симачев. Особенно много сделала для партизан заведующая Долбёнкинским медпунктом А. В. Горбатенко. Они всегда находили у неё приют и ночлег. Более двух недель она ухаживала за больным комиссаром отряда Ф. Р. Рудых. Тайком ходила в город, покупала на свои деньги медикаменты.
19 февраля 1943 года произошла встреча партизан с бойцами 132-й стрелковой дивизии. Они вместе освобождали Дмитровск. 3 марта 1943 года партизанская бригада была расформирована. 17 месяцев партизаны вели борьбу в глубоком тылу врага.
По состоянию на 1945 год в Долбёнкино действовали 2 колхоза: «Коммунар» и «Парижская Коммуна». К 1962 году здесь был уже один колхоз — имени XXI съезда КПСС (председатели — Долгов В. Р., Марков А. Ф., Бутиков Е. А., Магомедов М. И.). 27 июля 1962 года село посетил Н. С. Хрущёв. Он встретился с учениками Долбенкинской средней школы, которые прославились тем, что вырастили на 70 гектарах прекрасный урожай кукурузы, картофеля, кормовых бобов и сахарной свеклы. Секретарь школьной комсомольской организации Лидия Разинкина торжественно доложила Хрущеву о результатах работы бригады. Хрущёву доклад понравился: «Видите, даже школьники научились получать высокие урожаи кукурузы и бобов».
До 2008 года реорганизованное хозяйство села входило в состав агрофирмы «Нива-Дмитровск». В настоящее время в сельхозпроизводстве на этой земле работает арендатор-инвестор ООО «Орёлагропром».
На территории бывшего имения великого князя Сергея Александровича и великой княгини Елизаветы Фёдоровны 25 марта 2002 года Марфо-Мариинская обитель труда и милосердия Москвы открыла Свято-Елизаветинскую обитель труда и милосердия. Ныне это женский монастырь Блаженной Ксении Петербуржской, настоятельницей которого является матушка Ксения. Обитель на территории бывшего имения Романовых носит имя святой великой княгини Елизаветы Фёдоровны.

## Население
| 1853 | 1866 | 1877 | 1897  | 1926 | 1979 | 2002 |
| ---- | ---- | ---- | ----- | ---- | ---- | ---- |
| 564  | ↗630 | ↗701 | ↗1008 | ↘750 | ↘135 | ↘62  |
| 2010 |      |      |       |      |      |      |
| ↘51  |      |      |       |      |      |      |

## Храм Воскресения Словущего
Основная статья: Храм Воскресения Словущего
В селе находится действующий православный храм Воскресения Словущего 1804—1805 годов постройки. Здание церкви является памятником архитектуры и градостроительства регионального значения.